# خوسيه ريجينالدو فيتال
خوسيه ريجينالدو فيتال (مواليد 29 فبراير 1976)، هو لاعب كرة قدم سابق كان يلعب كلاعب وسط.

## وصلات خارجية
- خوسيه ريجينالدو فيتال على موقع رابطة كرة القدم اليابانية للمحترفين (اليابانية)
- خوسيه ريجينالدو فيتال على موقع Soccerway.com (الإنجليزية)
- خوسيه ريجينالدو فيتال على موقع عالم كرة القدم.نت (الإنجليزية)